# Vervant (Charente-Maritime)
Pour l’article homonyme, voir Vervant (Charente).
Vervant est une commune du Sud-Ouest de la France située dans le département de la Charente-Maritime, en région Nouvelle-Aquitaine. Ses habitants sont appelés les Vervantais et les Vervantaises.
Disposant d'un cadre de vie enviable en bordure de la vallée moyenne de la Boutonne  et situé à 8 km au nord de Saint-Jean-d'Angély, Vervant se transforme de plus en plus en un village résidentiel de la périphérie angérienne.

## Géographie

### Situation géographique

Position de Vervant en Charente-Maritime

La petite commune rurale de Vervant possède un territoire enclavé dans la vallée de la Boutonne dont l'isolement géographique a pu être rompu en 1850 lors de la construction de plusieurs ponts en pierre sur la rivière. Grâce à ce franchissement de la Boutonne, le village de Vervant est directement relié à la D 127 qui correspond à la route cheminant le long de la rive droite, puis de la rive gauche, de la vallée de la Boutonne entre Saint-Jean-d'Angély, au sud, et Dampierre-sur-Boutonne, au nord.
Le village est situé précisément à 8 km au nord de Saint-Jean-d'Angély, à 10 km au sud de Dampierre-sur-Boutonne et à 11 km au sud-est d'Aulnay-de-Saintonge, via la D 950. Cette route départementale qui relie Saint-Jean-d'Angély à Poitiers et qui traverse la partie sud-est de la commune de Vervant, constitue toujours un important axe de communication et, ce, depuis l'Antiquité gallo-romaine et l'époque médiévale, où le village n'est distant que de 3 km à l'ouest.
La commune a fait partie du canton de Saint-Jean-d'Angély de la création de ce dernier en 1790 à 2015, et dépend depuis cette date du canton de Matha. Elle bénéficie d'une situation géographique quasi centrale au sein de Vals de Saintonge Communauté dont Saint-Jean-d'Angély est le centre urbain et économique principal.

### Un lieu de confluence dans la vallée de la Boutonne
Baignée par la rivière Boutonne sur sa rive gauche, la commune de Vervant reçoit également les eaux d'un petit ruisseau, le Padôme, dont le lieu de source est situé à Villemorin ou, selon d'autres, à Cherbonnières, deux communes du canton d'Aulnay.
Vervant occupe un site de confluence comme nombre de villages riverains de la Boutonne. C'est à la fois sur la rive gauche de la Boutonne et le long du Padôme que s'est développé le petit village de Vervant. Le site du château de Vervant, agrémenté d'un vaste parc à la française, est situé sur la rive droite du Padôme, près de son lieu de confluence avec la Boutonne. Le ruisseau Padôme sépare le village, au sud, du château, au nord.
Les rives de la Boutonne et du Padôme offrent une vallée agreste et très arborée, ponctuées de belles prairies, hélas gagnées de plus en plus par la maïsiculture intensive, tandis qu'au sud du village, et en bordure de la Boutonne, s'étend une chênaie dénommée le Bois de Vervant. Sur les rives de la Boutonne, la rivière isole de nombreuses petites iles inondables et inhabitées, qui ont longtemps servi de lieux de pacage pour le gros bétail.

### Le cadre géographique
Située entièrement en terrain jurassique sur la portion du territoire qui relève du bas plateau de la Saintonge et en terrain du quaternaire alluvial dans la partie fluviale de la Boutonne, la commune de Vervant offre deux types de paysage bien distincts.
Tout à l'ouest, son finage communal occupe le site d'une vallée fluviale qui, longtemps, fut le domaine de prairies pour l'élevage et, au XIXe siècle, de la culture du chanvre, puis au XXe siècle, de plantations de peupliers, en particulier, de la variété blanc du Poitou.
Au centre et à l'est de la commune, le relief se relève et offre un paysage aux mornes ondulations avec des coteaux peu élevés qui, avant la crise du phylloxéra de 1875, étaient couverts de vignes. Ces coteaux sont maintenant entièrement dévolus à la céréaliculture intensive depuis les opérations de remembrement entamées systématiquement dès la fin des années 1960. C'est tout un paysage de champs ouverts qui s'offre aux regards, typique des terroirs à openfield qui caractérisent aujourd'hui la Saintonge du nord depuis la grande plaine céréalière de l'Aunis, à l'ouest, jusqu'aux terres du Ruffécois, à l'est.
L'altimétrie moyenne de la commune est de 25 mètres variant de 18 mètres, dans les prairies de la vallée de la Boutonne, à 59 mètres, hauteur maximale correspondant à un coteau, dénommé Butte de Frâgne, au sud-est juste en limite de la commune voisine des Églises-d'Argenteuil. C'est également sur cette butte qu'est édifié un château d'eau pour alimenter les deux communes.

## Urbanisme

### Typologie
Au 1er janvier 2024, Vervant est catégorisée commune rurale à habitat dispersé, selon la nouvelle grille communale de densité à 7 niveaux définie par l'Insee en 2022.
Elle est située hors unité urbaine. Par ailleurs la commune fait partie de l'aire d'attraction de Saint-Jean-d'Angély, dont elle est une commune de la couronne,. Cette aire, qui regroupe 37 communes, est catégorisée dans les aires de moins de 50 000 habitants,.

### Occupation des sols
L'occupation des sols de la commune, telle qu'elle ressort de la base de données européenne d’occupation biophysique des sols Corine Land Cover (CLC), est marquée par l'importance des territoires agricoles (79 % en 2018), en diminution par rapport à 1990 (86,1 %). La répartition détaillée en 2018 est la suivante : 
terres arables (72,4 %), forêts (13,3 %), zones urbanisées (7,7 %), prairies (4,8 %), zones agricoles hétérogènes (1,8 %). L'évolution de l’occupation des sols de la commune et de ses infrastructures peut être observée sur les différentes représentations cartographiques du territoire : la carte de Cassini (XVIIIe siècle), la carte d'état-major (1820-1866) et les cartes ou photos aériennes de l'IGN pour la période actuelle (1950 à aujourd'hui).

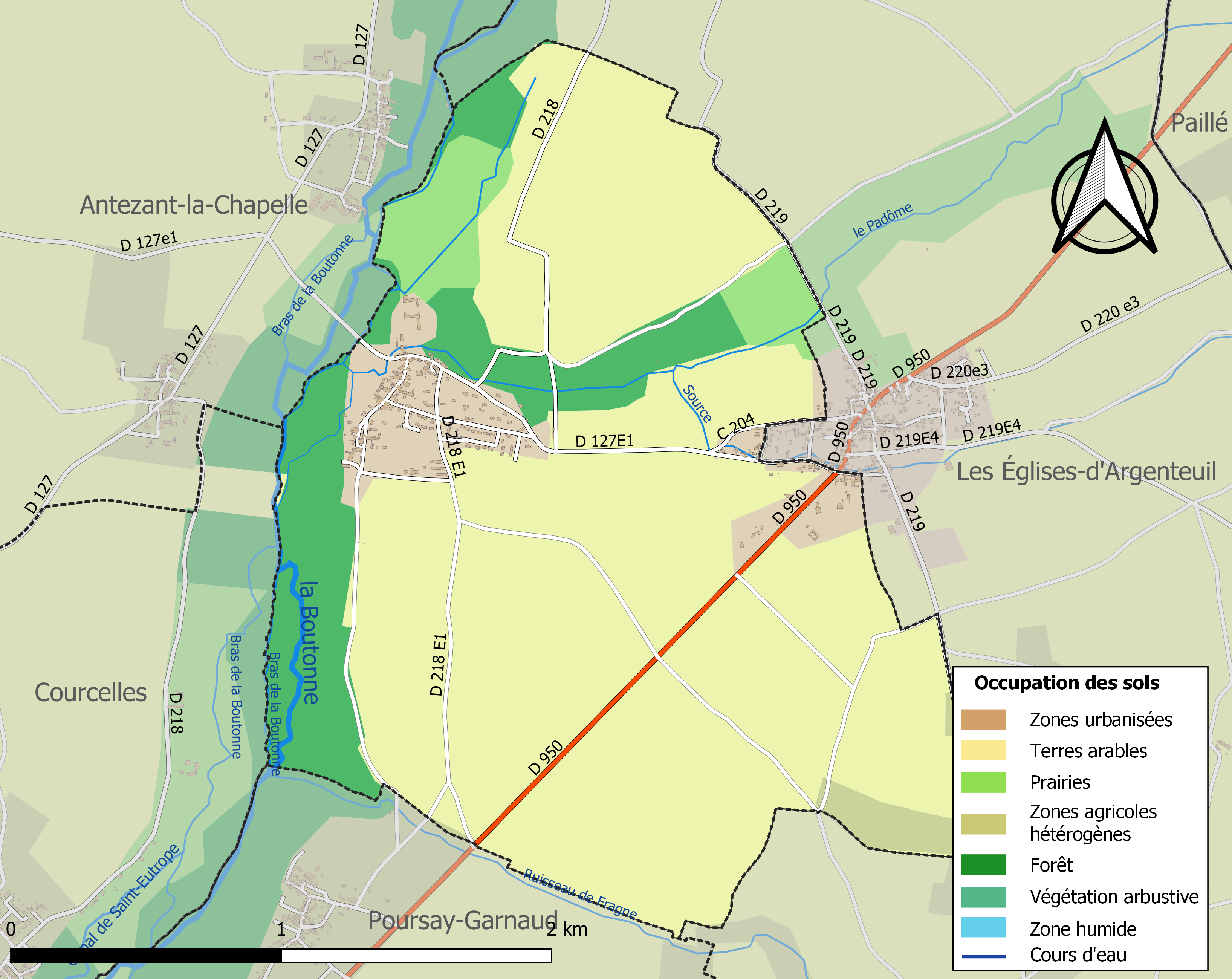
Carte des infrastructures et de l'occupation des sols de la commune en 2018 (CLC).

### Risques majeurs
Le territoire de la commune de Vervant est vulnérable à différents aléas naturels : météorologiques (tempête, orage, neige, grand froid, canicule ou sécheresse), inondations et séisme (sismicité modérée). Il est également exposé à un risque technologique,  le transport de matières dangereuses. Un site publié par le BRGM permet d'évaluer simplement et rapidement les risques d'un bien localisé soit par son adresse soit par le numéro de sa parcelle.

#### Risques naturels
Certaines parties du territoire communal sont susceptibles d’être affectées par le risque d’inondation par débordement de cours d'eau, notamment la Boutonne. La commune a été reconnue en état de catastrophe naturelle au titre des dommages causés par les inondations et coulées de boue survenues en 1982, 1999 et 2010,.
Par ailleurs, afin de mieux appréhender le risque d’affaissement de terrain, l'inventaire national des cavités souterraines permet de localiser celles situées sur la commune.
Concernant les mouvements de terrains, la commune a été reconnue en état de catastrophe naturelle au titre des dommages causés par des mouvements de terrain en 1999 et 2010.

#### Risques technologiques
Le risque de transport de matières dangereuses sur la commune est lié à sa traversée par une ou des infrastructures routières ou ferroviaires importantes ou la présence d'une canalisation de transport d'hydrocarbures. Un accident se produisant sur de telles infrastructures est susceptible d’avoir des effets graves sur les biens, les personnes ou l'environnement, selon la nature du matériau transporté. Des dispositions d’urbanisme peuvent être préconisées en conséquence.

## Toponymie
Le toponyme de Vervant ne prête à aucune spéculation particulière et son origine comme son interprétation remontent à la période des grands défrichements médiévaux.
Ainsi, le village qui fut à l'origine une communauté agricole pourrait parvenir du nom latin verbenna signifiant « terre labourée », avec attraction de vervactum, « terre en friche, jachère »,. Elle partage ainsi la même toponymie que son homonyme du département voisin de la Charente . Au début du XIVe siècle, le bourg apparaît sous le nom de Vervannium.

## Histoire

### Une création d'origine médiévale
Vervant fait partie des nombreuses communes du département dont l'origine est liée à la période des grands défrichements des XIIe et XIIIe siècles, "période du Moyen Âge qui correspond à l'âge d'or de la Saintonge".
Sous l'impulsion de la puissante abbaye de Saint-Jean-d'Angély, la vallée moyenne de la Boutonne fut l'objet d'un intense défrichement au moyen de l'écobuage et d'une exploitation de la ressource hydraulique pour le fonctionnement de nombreux moulins à eau. La petite paroisse de Vervant fut dès lors créée pour participer à ce vaste mouvement de mise en valeur des nouvelles terres.
Vervant, l'ancienne Verbenna, qui doit son origine au mouvement de défrichement agraire est une création féodale. En effet, le toponyme fief qui apparaît au moins trois fois dans le finage de cette paroisse médiévale, Fief de Vervant, Fief Nouveau, le Petit Fief, résume bien un défrichement d'origine féodale, "le fief étant l'élément principal de l'exploitation agricole de cette époque".
La mise en valeur de la rive gauche de la Boutonne a nécessité un long travail d'assèchement des terres marécageuses et à l'origine hostiles à toute installation humaine. Ces travaux d'assainissement ont laissé des traces dans la toponymie locale puisqu'ils apparaissent deux fois en bordure de la vallée de la Boutonne : le Marais entre Poursay-Garnaud et la limite communale de Vervant et le Marais du Château, face à l'actuelle aire de loisirs d'Antezant.
Curieusement, Vervant ne posséda pas de moulin à eau sur les rives de la Boutonne à l'époque médiévale mais, à l'issue de défrichements agraires intenses sur les coteaux, un moulin à vent fut établi à la fin du XIIe siècle ou au début du XIIIe siècle au sud-est de la paroisse, attesté par un toponyme très évocateur Tout Vent.
Il est à peu près certain que la première communauté villageoise disposa d'une église romane dans le courant du XIIe siècle à l'instar de toutes les autres paroisses riveraines de la vallée moyenne de la Boutonne comme, sur la rive droite, celles d'Antezant, de La Chapelle-Baton et de Courcelles et, sur la rive gauche, celles de Nuaillé-sur-Boutonne, de Saint-Pardoult, de Poursay-Garnaud, de Saint-Julien-de-l'Escap ou encore des Églises d'Argenteuil bien que cette dernière ne soit pas située dans la vallée.
La vallée moyenne de la Boutonne était devenue une artère fluviale particulièrement dynamique au Moyen Âge et ses intérêts économiques nécessitaient une protection accrue. C'est pourquoi le site de Vervant, comme ceux des autres villages riverains de la vallée, fut certainement pourvu d'un château fort, sinon d'une maison forte. Ce premier château, situé à côté de l'actuel village, fut donc à l'origine un lieu défensif mais sur la liste de ses occupants, les premiers qui soient connus ne datent que du début du XIVe siècle où une famille seigneuriale, les de La Roche est mentionnée en 1338.

### Vervant pendant les Temps Modernes

#### Le tumultueuxXVIesiècle
Vervant entrait dans le tumultueux XVIe siècle - qui scelle les débuts des Temps Modernes - à l'abri de son château qui était entouré de larges et profonds fossés et qui devait être assez imposant avec sa forte tour à créneaux et à mâchicoulis, dotée de meurtrières mais, malgré cette forteresse tutélaire et l'isolement du village au sein de la vallée de la Boutonne, Vervant ne possède pas encore de pont sur la Boutonne, cette petite paroisse n'échappera pas aux affres des guerres de Religion qui ravagèrent les provinces d'Aunis et de Saintonge.
Entre-temps, lors d'un déplacement du roi François Ier de France au château de Dampierre-sur-Boutonne à l'hiver 1539, la Dame de Vervant, alors issue de la famille seigneuriale des de La Roche, fit hommage des terres de Vervant au roi. Cette donation à la Couronne royale montrait également une allégeance aux idées du roi où le fief seigneurial fut sans doute d'obédience catholique. Ce qui n'allait pas être sans conséquence dans la suite des temps.
En effet, la ville de Saint-Jean-d'Angély devint un des hauts lieux du protestantisme en Saintonge dès les années 1550 et les idées de la Réforme calviniste ne tardèrent pas à gagner nombre de familles seigneuriales résidant dans les paroisses rurales alentour.
Les guerres de Religion n'épargnèrent pas la ville et sa région qui y payèrent un très lourd tribut. Dès la première guerre de religion, eut lieu le "sac de Saint-Jean-d'Angély" en 1562 par des troupes calvinistes déchainées qui détruisirent notamment l'abbatiale et l'abbaye de la ville. Cette période d'anarchie se caractérisa par un violent mouvement d'iconoclasmes l'année suivante et toucha nombre d'églises rurales de Saintonge et d'Aunis. Mais c'est lors de l'épisode dramatique et des plus marquants de la troisième guerre de religion, période 1567-1570, que de nombreux édifices religieux comme les abbayes, les monastères, les églises et les chapelles furent ravagés, pillés ou incendiés. L'église paroissiale de Vervant fut entièrement détruite pendant cette période à l'instar des autres églises relevant des paroisses voisines de Courcelles, Saint-Pardoult, Les Églises-d'Argenteuil. Mais à la différence des autres paroisses environnantes qui relevèrent des décombres leurs lieux de culte, Vervant fit partie des rares paroisses de la Saintonge à ne pas posséder d'église jusqu'au XIXe siècle.
Les châtelains de Vervant changèrent de famille dans la seconde partie du XVIe siècle et les nouveaux seigneurs des lieux, les Poussard, firent graver en 1573 sur une pierre de la grosse tour crénelée leur nom et un écusson avec leurs armes. Cette famille seigneuriale ne s'empressa pas de relever l'église de ses ruines, étant probablement d'obédience calviniste.

#### 1621: Vervant, quartier général de Louis XIII
Près de deux semaines avant que ne commence le siège de Saint-Jean-d'Angély, Vervant et les paroisses voisines de Varaize, Les Eglises-d'Argenteuil et Saint-Julien-de-l'Escap furent occupées par les armées royales de Louis XIII le 16 mai 1621.
Lors du dramatique siège de Saint-Jean-d'Angély qui commença le 29 mai 1621, le roi Louis XIII réquisitionna le site du château de Vervant et en fit son quartier général. Il y demeura quelques semaines avant de s'installer à Saint-Julien-de-l'Escap pour être au plus près des opérations du siège. Il eut raison de la résistance héroïque des Angériens qui capitulèrent le 26 juin. Les conditions de reddition furent désastreuses pour la ville de Saint-Jean-d'Angély au point que toutes ses fortifications furent rasées et qu'elle changea un temps de nom pour devenir Bourg-Louis.
Avant de quitter la région, Louis XIII séjourna de nouveau quelques jours au château de Vervant "pour s'y reposer".
Après le départ du roi au début de l'été 1621, il se passa un fait surprenant de l'histoire locale. En effet, le château de Vervant fut racheté la même année par les de Goulard, une famille issue de la noblesse d'origine ... protestante! Cette ironie du sort ne dura qu'un temps puisque cette famille calviniste fut contrainte à l'exil lors du règne autoritaire de Louis XIV qui avait fixé les rudes conditions de la révocation de l'édit de Nantes aux Protestants en 1685.
Le domaine seigneurial de Vervant fut racheté par un homme de paille mais, par la suite, les biens furent rapidement restitués à une famille de la noblesse provinciale.

#### 1755: Restauration du château de Vervant
En 1755, les châtelains de Vervant entreprirent de faire restaurer leur château en reconstruisant totalement le corps de logis principal et en préservant la grosse tour à créneaux. Le château remarquablement bien situé en un lieu de confluence et dans la fraîche vallée de la Boutonne fut également agrémenté d'un joli et vaste parc à la française.
Il est vrai qu'il était dans l'air du temps d'engager de coûteux travaux de restauration des châteaux en Saintonge. Effectivement, c'est pendant le règne de Louis XV, que les châteaux de Plassac, du Douhet, de Panloy, de La Gataudière ou encore celui de la Roche Courbon  furent soit reconstruits, soit restaurés dans le style néo-classique de l'époque.

### Vervant pendant la période contemporaine

#### Vervant auXIXesiècle
Dans sa précieuse "Statistique de la Charente-Inférieure", M.A. Gautier établit un état des lieux de la commune de Vervant pendant la période de la monarchie de Juillet. Il décrit cette commune comme un territoire essentiellement agricole mais prospère. L'agriculture était représentée par la viticulture en plein essor dont les vignes d'un bon rapport étaient plantées sur les coteaux à l'est de la commune, par les cultures céréalières et légumières qui étaient établies entre les coteaux à l'est et la vallée à l'ouest et par les prairies pour l'élevage ainsi que la culture du chanvre.
En 1836, année du rapport de M.A. Gautier, la petite commune de Vervant recensait 184 habitants et sa population se répartissait en cinq villages. Elle faisait déjà partie des très petites communes du département et allait le demeurer.
À partir de 1850, des ponts en pierre furent construits pour franchir les différents bras de rivière de la Boutonne et permirent enfin de briser le long isolement du village. Ce désenclavement ne fut pas sans conséquence puisqu'il permit de favoriser les activités de la commune et de la rendre attractive. Cela se vérifie en effet dans l'étonnante et régulière croissance démographique de Vervant après la construction des ponts et, ce, jusqu'à la fin du Second Empire où la commune passe de 184 habitants en 1851 à 238 habitants en 1872, année record de son chiffre de population qu'elle n'a plus jamais retrouvé par la suite.
C'est dans cette période remarquablement prospère que la commune continue à s'équiper. Elle fait alors édifier l'église dans un style néo-gothique après avoir été une des rares paroisses de Saintonge à en être dépourvue. Elle se dote également d'un lavoir abrité qu'elle fait établir sur la route d'Antezant face au parc du château de Vervant qui y communiquait directement par une porte.
La crise du phylloxéra n'épargna pas les vignes de la commune qui furent détruites à partir de 1875 comme dans le reste de la Saintonge. Cet effet dévastateur eut des conséquences immédiates sur la démographie de Vervant qui, après 1872, avait commencé à être touchée par l'exode rural. Cette hémorragie humaine dura jusqu'en 1891 où, en une vingtaine d'années seulement, la commune perdit un quart de sa population. Elle passa de 238 habitants en 1872 à 179 habitants en 1891.
Dans la dernière décennie du XIXe siècle, Vervant va connaître de profonds bouleversements avec, d'une part, la mise en place d'une desserte ferroviaire et, d'autre part, avec la transformation de ses activités agricoles qui vont affecter durablement son économie.
C'est dans cette décennie qu'un court répit dans l'évolution de la population de la commune est observé entre 1891 et 1896. Vervant renoue avec la croissance démographique grâce à l'édification de la ligne de chemin de fer reliant Saint-Jean-d'Angély à Saint-Saviol via Aulnay-de-Saintonge. En effet, la municipalité de Vervant a le privilège d'être dotée d'une gare ferroviaire en 1896. La nouvelle station est établie à mi-chemin entre les villages de Vervant et des Églises-d'Argenteuil. L'inauguration est fêtée en grande pompe par les villageois des deux communes car la voie ferrée est perçue comme un élément de progrès et de modernisation rompant l'isolement des campagnes.
L'économie agricole connaît également de nouvelles orientations avec le développement des peupleraies le long de la vallée de la Boutonne et surtout de l'élevage laitier où les prairies s'y prêtent fort bien. L'élevage des vaches laitières prend dès lors le relais de la vigne qui est quasiment abandonnée dans le finage communal.

#### Vervant auXXesiècle

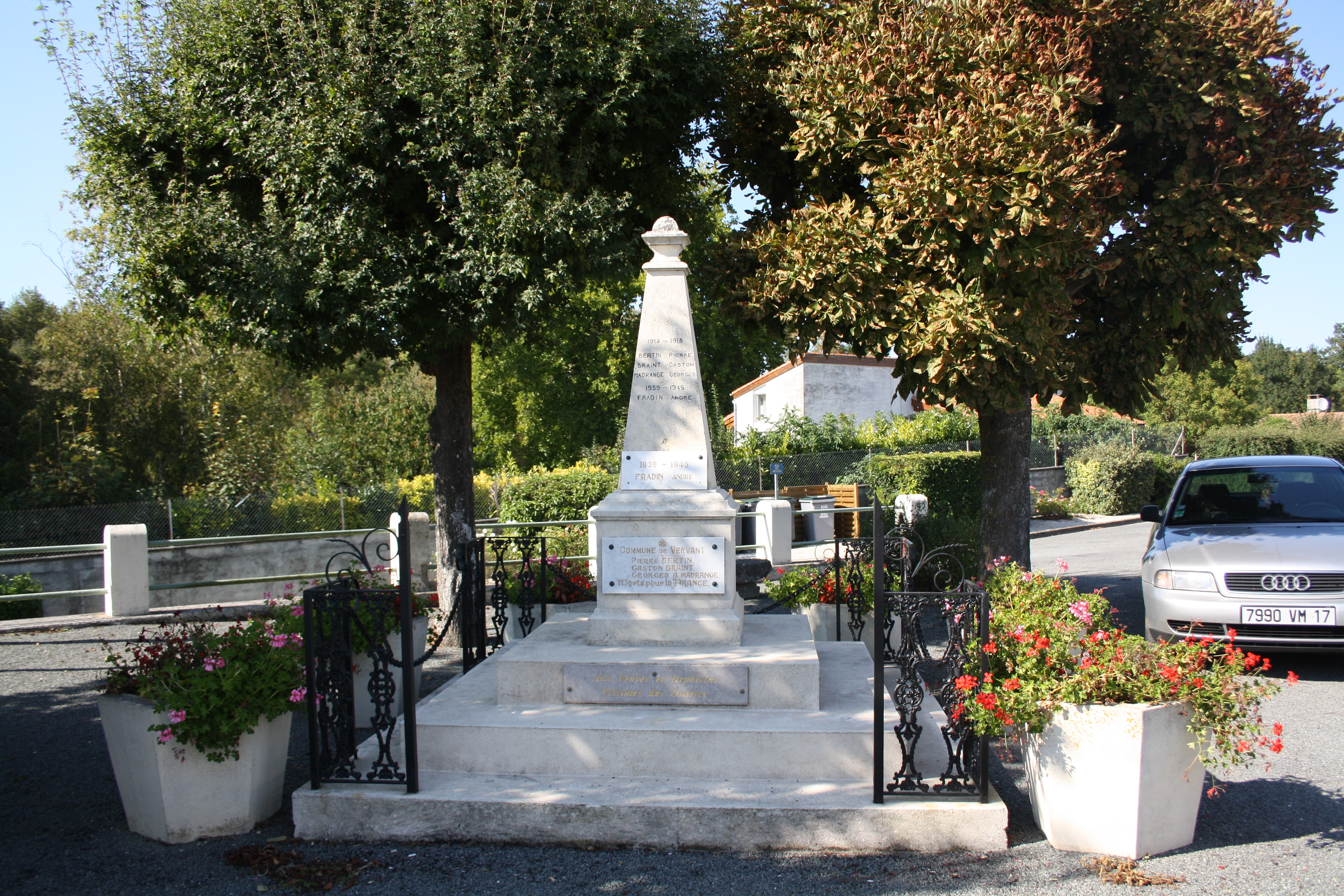
Monument aux morts de Vervant

Vervant entre dans le XXe siècle avec une économie agricole en pleine mutation. Si la viticulture n'est plus poursuivie, l'élevage laitier est en plein progrès et va favoriser l'implantation d'une laiterie industrielle.
Après les dramatiques évènements de la Première Guerre mondiale où Vervant a perdu 1 habitant sur 10, le monde agricole entre dans une nouvelle mutation de ses structures.
La céréaliculture progresse sensiblement et se développe de plus en plus sur les coteaux autrefois dévolus à la vigne. Le blé et l'orge sont les cultures dominantes, les sols calcaires bien amendés favorisent considérablement les rendements. L'essentiel de la production céréalière est expédiée dans la coopérative agricole de la commune voisine des Églises-d'Argenteuil qui est fondée en 1930 et qui traite plus de 120 000 quintaux de blé par an. La mécanisation accélérée de l'agriculture et les changements des types d'exploitation agricole contribuent à accélérer le phénomène de déprise agricole et de l'exode rural.
De ce fait, la commune de Vervant entre dans un processus de décroissance démographique quasi ininterrompu depuis le début du XXe siècle. En 1926, elle atteint son plus faible chiffre de population jamais enregistré depuis le début du XIXe siècle avec une population de 142 habitants.
Cependant, depuis cette date, la commune renoue avec l'essor démographique passant à 158 habitants en 1931, puis à 178 habitants en 1936, enrayant le processus de l'exode rural. Sa proximité de Saint-Jean-d'Angély y joue un rôle important où dans cette ville et dans les communes alentour comme Poursay-Garnaud, Varaize, Saint-Pardoult, Nuaillé-sur-Boutonne de nombreuses usines sont construites, surtout les scieries et les usines de transformation du bois (déroulage, contreplaqués).
Après les sombres heures de la Seconde Guerre mondiale où la commune déplore une perte démographique importante - 20 habitants en moins et 158 habitants en 1946 -, Vervant entre dans la modernité avec de nouvelles mutations de son économie agricole.
Tout d'abord, vers la fin des années 1960, l'élevage laitier va être de plus en plus délaissé au profit de la céréaliculture intensive. L'abandon progressif de l'élevage dans la vallée de la Boutonne entraîne une baisse de la production locale, contraignant inexorablement à la fermeture de la laiterie de Vervant. L'arrêt de la laiterie a sonné comme un coup dur pour la petite commune car cette entreprise pourvoyait des emplois et faisait partie du cadre villageois. Si les bâtiments sont encore présents, un nom de rue lui est dédiée.
À la fin des années 1960, le remembrement des terres agricoles est appliqué dans la commune qui devient dès lors une commune quasiment céréalière.
En 1951, la commune assiste impuissante à la fermeture de sa gare ferroviaire qui avait joué un rôle de desserte très important. Cette station a exercé un tel impact dans la vie du village qu'il en a conservé un toponyme dans une de ses rues qui se nomme rue de l'Ancienne Gare.
Disposant d'un cadre de vie enviable en bordure de la vallée moyenne de la Boutonne et situé à une distance raisonnable de Saint-Jean-d'Angély, Vervant se transforme de plus en plus en un village résidentiel de la périphérie angérienne.

## Administration

### Liste des maires

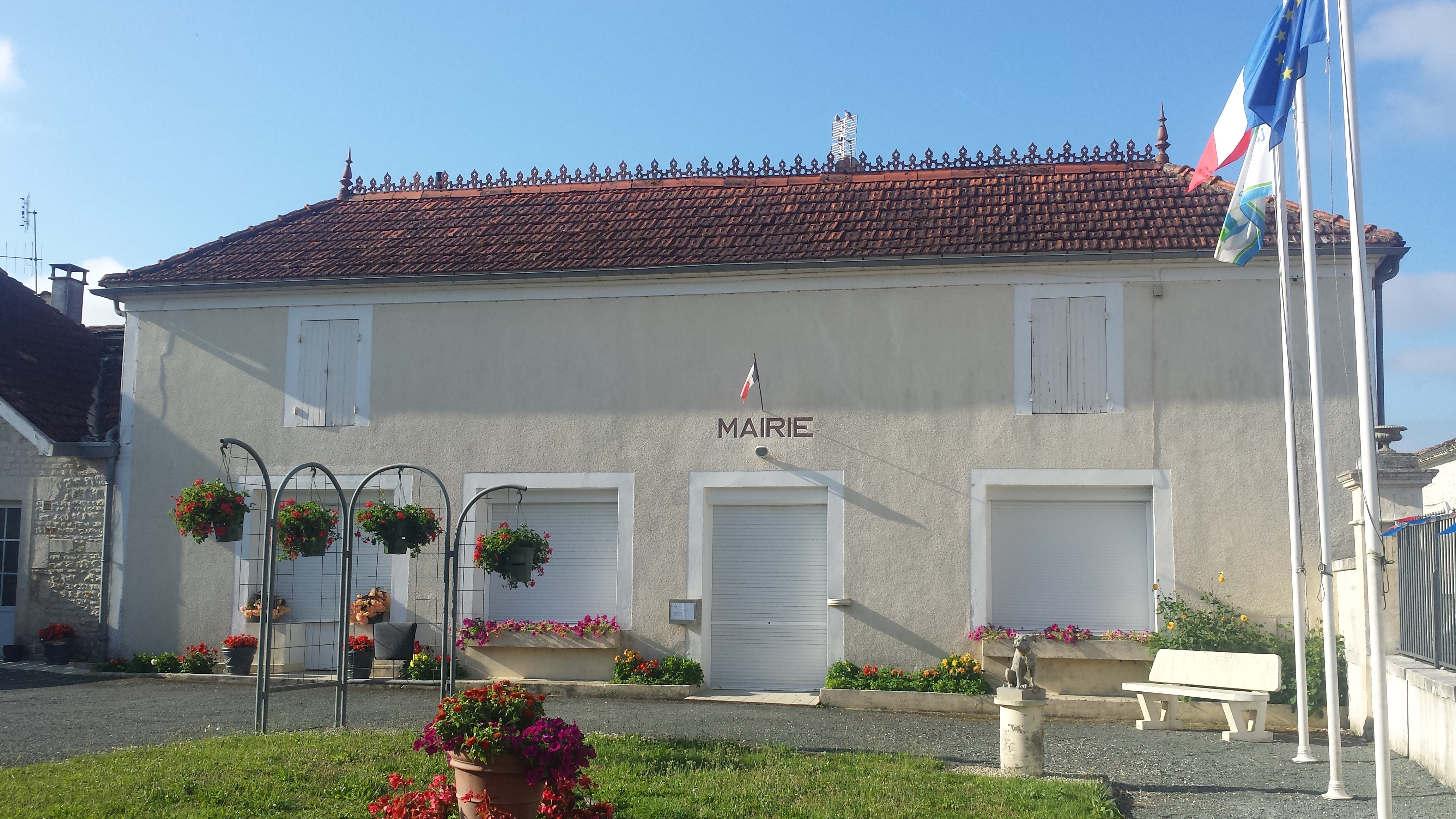
Mairie de Vervant

| Période                                  | Période  | Identité           | Étiquette | Qualité              |
| ---------------------------------------- | -------- | ------------------ | --------- | -------------------- |
|                                          |          | Louis Hillairet    |           | (décédé en 1893)     |
| Les données manquantes sont à compléter. |          |                    |           |                      |
| 1989                                     | 2001     | Jacques Vigié      |           | Retraité agriculteur |
| 2001                                     | 2008     | Yves Broustail     |           | Retraité enseignant  |
| 2008                                     | 2020     | Pierre-Yves André  |           | Agent SNCF           |
| 2020                                     | en cours | Marie-José Trichet |           | Commerçante          |
| Les données manquantes sont à compléter. |          |                    |           |                      |

### Canton
La commune de Vervant appartient au canton de Matha, dans l'arrondissement de Saint-Jean-d'Angély.

### Intercommunalité
À sa création en 1993, la commune de Vervant a intégré la communauté de communes du canton de Saint-Jean-d'Angély qui faisait partie du Pays des Vals de Saintonge. Ce dernier est devenu la communauté de communes des Vals de Saintonge en 2014, dont le siège administratif est fixé à Saint-Jean-d'Angély.

### Politique locale
Le vote dans la commune de Vervant est plutôt orienté à gauche de l'échiquier politique.
| Élections | 1er tour            | 1er tour | 1er tour         | 1er tour | 1er tour            | 1er tour | 1er tour              | 1er tour | 2d tour          | 2d tour | 2d tour          | 2d tour |
| Élections | 1er                 | 1er      | 2d               | 2d       | 3e                  | 3e       | 4e                    | 4e       | 1er              | 1er     | 2d               | 2d      |
| --------- | ------------------- | -------- | ---------------- | -------- | ------------------- | -------- | --------------------- | -------- | ---------------- | ------- | ---------------- | ------- |
| 2002      | L. Jospin (PS)      | 27,27 %  | J. Chirac (RPR)  | 16,16 %  | J-M. Le Pen (FN)    | 8,08%    | J. Saint-Josse (CPNT) | 8,08%    | J. Chirac (RPR)  | 90,6 %  | J-M. Le Pen (FN) | 9,4 %   |
| 2007      | S. Royal (PS)       | 40,56 %  | N. Sarkozy (UMP) | 20,28 %  | F. Bayrou (UDF)     | 13,29%   | P. de Villiers (MPF)  | 7,69%    | S. Royal (PS)    | 68,53 % | N. Sarkozy (UMP) | 31,47 % |
| 2012      | F. Hollande (PS)    | 39,74 %  | N. Sarkozy (UMP) | 18,54 %  | M. Le Pen (FN)      | 14,57%   | J-L. Mélenchon (FG)   | 11,26%   | F. Hollande (PS) | 66,91 % | N. Sarkozy (UMP) | 33,09 % |
| 2017      | J-L. Mélenchon (FI) | 23,78 %  | E. Macron (EM)   | 22,38 %  | M. Le Pen (FN)      | 19,58%   | F. Fillon (LR)        | 15,38%   | E. Macron (EM)   | 67,2 %  | M. Le Pen (FN)   | 32,8 %  |
| 2022      | M. Le Pen (FN)      | 33,33 %  | E. Macron (LREM) | 23,72 %  | J-L. Mélenchon (FI) | 19,58%   | V. Pécresse (LR)      | 4,49%    | E. Macron (LREM) | 51,09 % | M. Le Pen (FN)   | 48,91 % |

## Démographie

### Évolution de la population
L'évolution du nombre d'habitants est connue à travers les recensements de la population effectués dans la commune depuis 1793. Pour les communes de moins de 10 000 habitants, une enquête de recensement portant sur toute la population est réalisée tous les cinq ans, les populations de référence des années intermédiaires étant quant à elles estimées par interpolation ou extrapolation. Pour la commune, le premier recensement exhaustif entrant dans le cadre du nouveau dispositif a été réalisé en 2008.

En 2022, la commune comptait 244 habitants, en évolution de +2,09 % par rapport à 2016 (Charente-Maritime : +4,04 %, France hors Mayotte : +2,11 %).
| 1793 | 1800 | 1806 | 1821 | 1831 | 1836 | 1841 | 1846 | 1851 |
| ---- | ---- | ---- | ---- | ---- | ---- | ---- | ---- | ---- |
| 183  | 102  | 179  | 213  | 196  | 184  | 208  | 183  | 184  |

| 1856 | 1861 | 1866 | 1872 | 1876 | 1881 | 1886 | 1891 | 1896 |
| ---- | ---- | ---- | ---- | ---- | ---- | ---- | ---- | ---- |
| 199  | 212  | 230  | 238  | 214  | 201  | 194  | 179  | 183  |

| 1901 | 1906 | 1911 | 1921 | 1926 | 1931 | 1936 | 1946 | 1954 |
| ---- | ---- | ---- | ---- | ---- | ---- | ---- | ---- | ---- |
| 167  | 164  | 171  | 155  | 142  | 158  | 178  | 158  | 161  |

| 1962 | 1968 | 1975 | 1982 | 1990 | 1999 | 2006 | 2008 | 2013 |
| ---- | ---- | ---- | ---- | ---- | ---- | ---- | ---- | ---- |
| 157  | 185  | 153  | 201  | 175  | 194  | 203  | 206  | 236  |

| 2018 | 2022 | - | - | - | - | - | - | - |
| ---- | ---- | - | - | - | - | - | - | - |
| 236  | 244  | - | - | - | - | - | - | - |

La situation contemporaine de l'évolution démographique de la commune de Vervant :
Comme l'indique le tableau ci-dessus, Vervant a une croissance démographique assez irrégulière depuis le lendemain de la Seconde Guerre mondiale ; ceci découle des fluctuations de l'économie urbaine de Saint-Jean-d'Angély dont la commune est très fortement dépendante.
Cependant, Vervant enregistre une croissance démographique régulière depuis le recensement de 1990, étant devenue une des communes de la couronne angérienne. Grâce à sa proximité de Saint-Jean-d'Angély, principal pôle d'emploi en Saintonge du nord, la commune de Vervant a accru sa population de plus de 10 % entre 1990 et 2007. Elle est d'ailleurs repassée au-dessus du seuil des 200 habitants depuis le recensement de 2006, seuil que la commune avait déjà franchi en 1982 en un temps où la péri-urbanisation autour de Saint-Jean-d'Angély s'était fortement amplifiée.

## Lieux et monuments
- Château de Vervant, inscrit à l'I.M.H. (Inventaire des Monuments Historiques), tour crénelée du XVIe siècle, corps de logis totalement reconstruit en 1755 dans le style néo-classique, beau parc à la française. Demeure privée, non ouverte au public, mais visible depuis l'extérieur[réf. souhaitée].

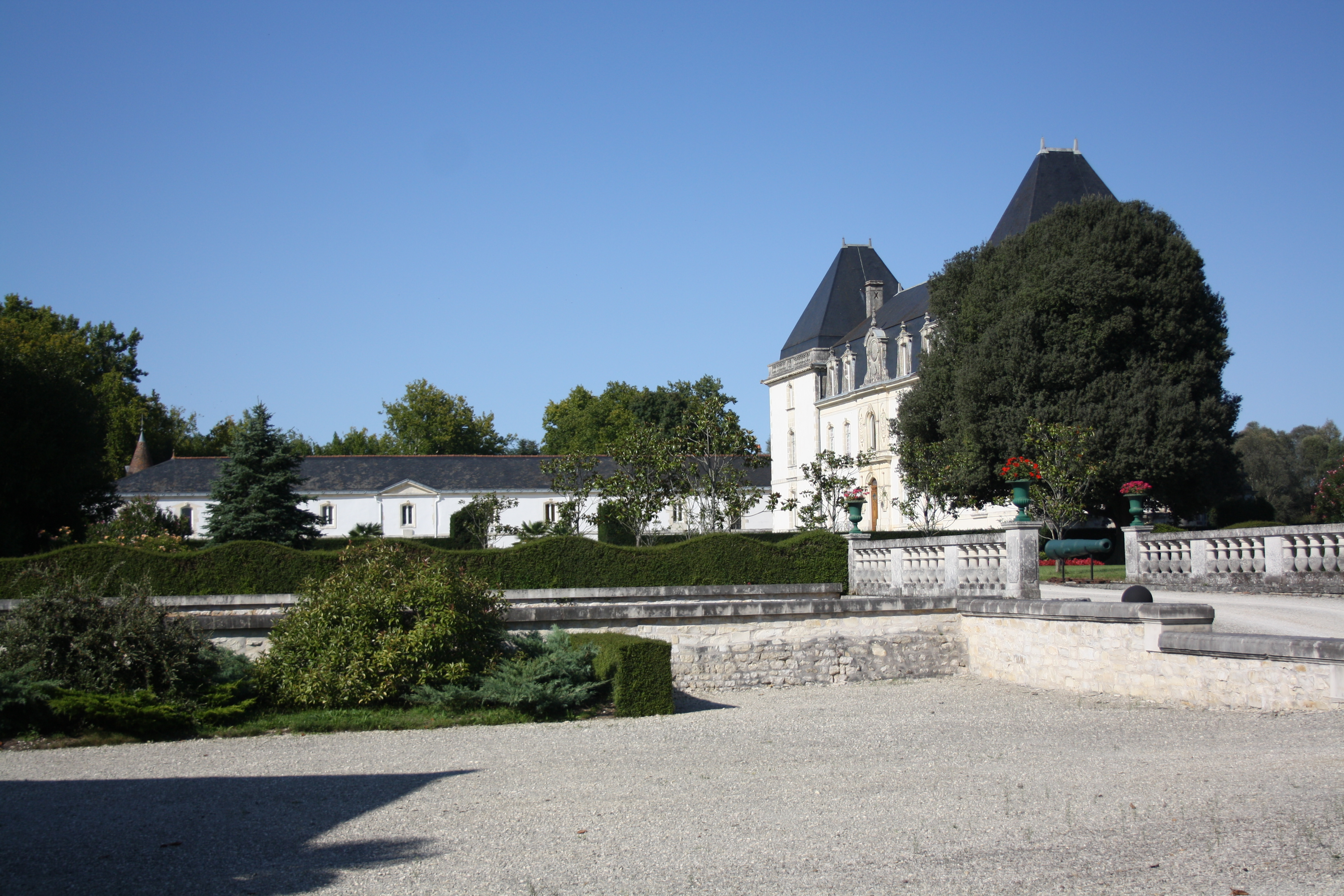
Le château vu du village
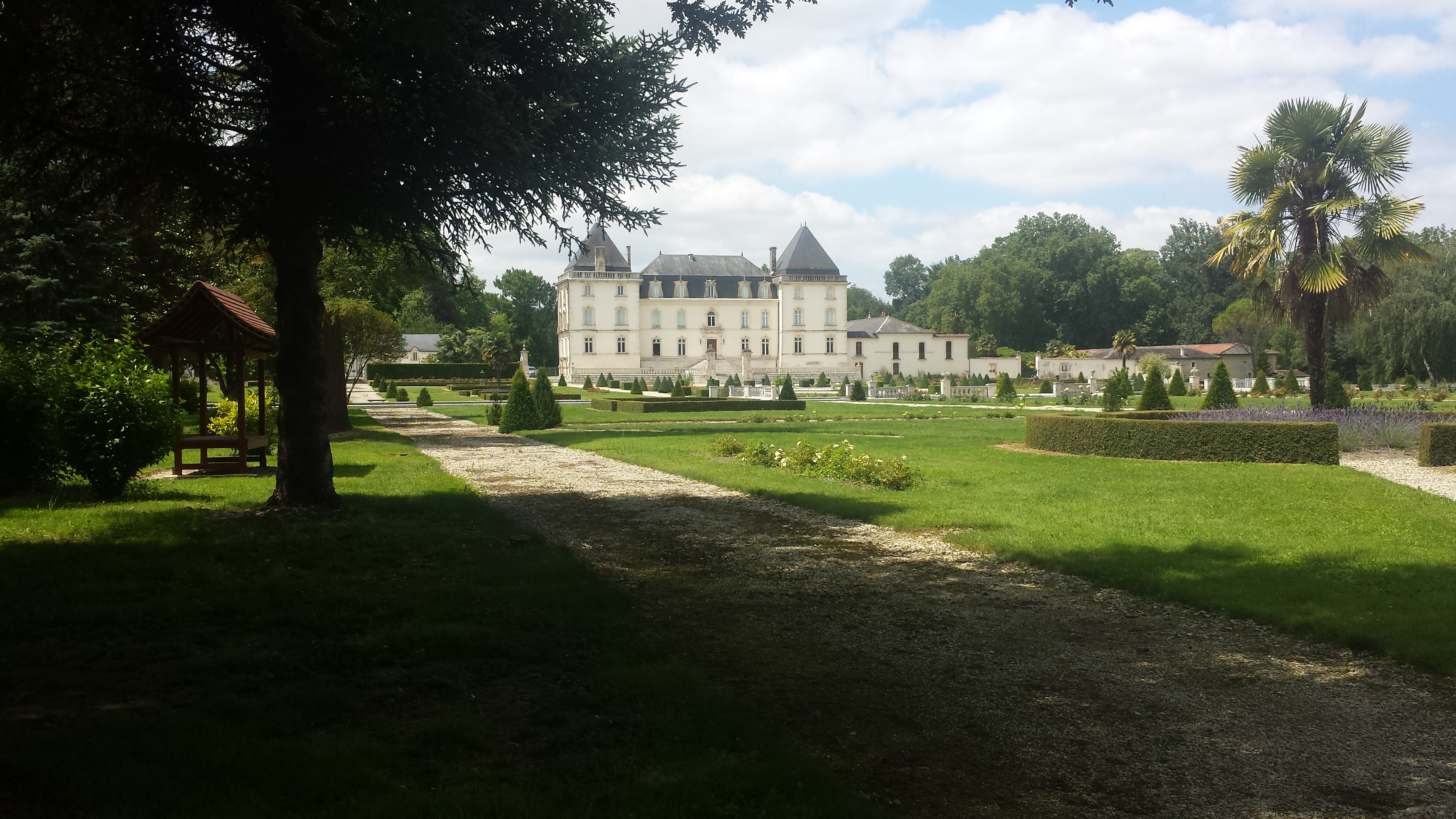
Le château côté jardins

- Église Sainte-Catherine, construite dans le courant du XIXe siècle dans un style néo-gothique inspiré de l'architecture rayonnante. Son plan, d'une extrême simplicité, se limite à une nef unique divisée en quatre travées couvertes de croisées d'ogives quadripartites. Dépourvue de transept, l'édifice se termine par un chevet plat et aveugle. L'accès de l'église se fait par un portail unique encadré par deux aiguilles de pierre. Il est surmonté d'un oculus atypique compris dans une grande arcade ogivale. Le clocher se présente sous la forme d'une petite tour cylindrique coiffée d'un lanternon[51].

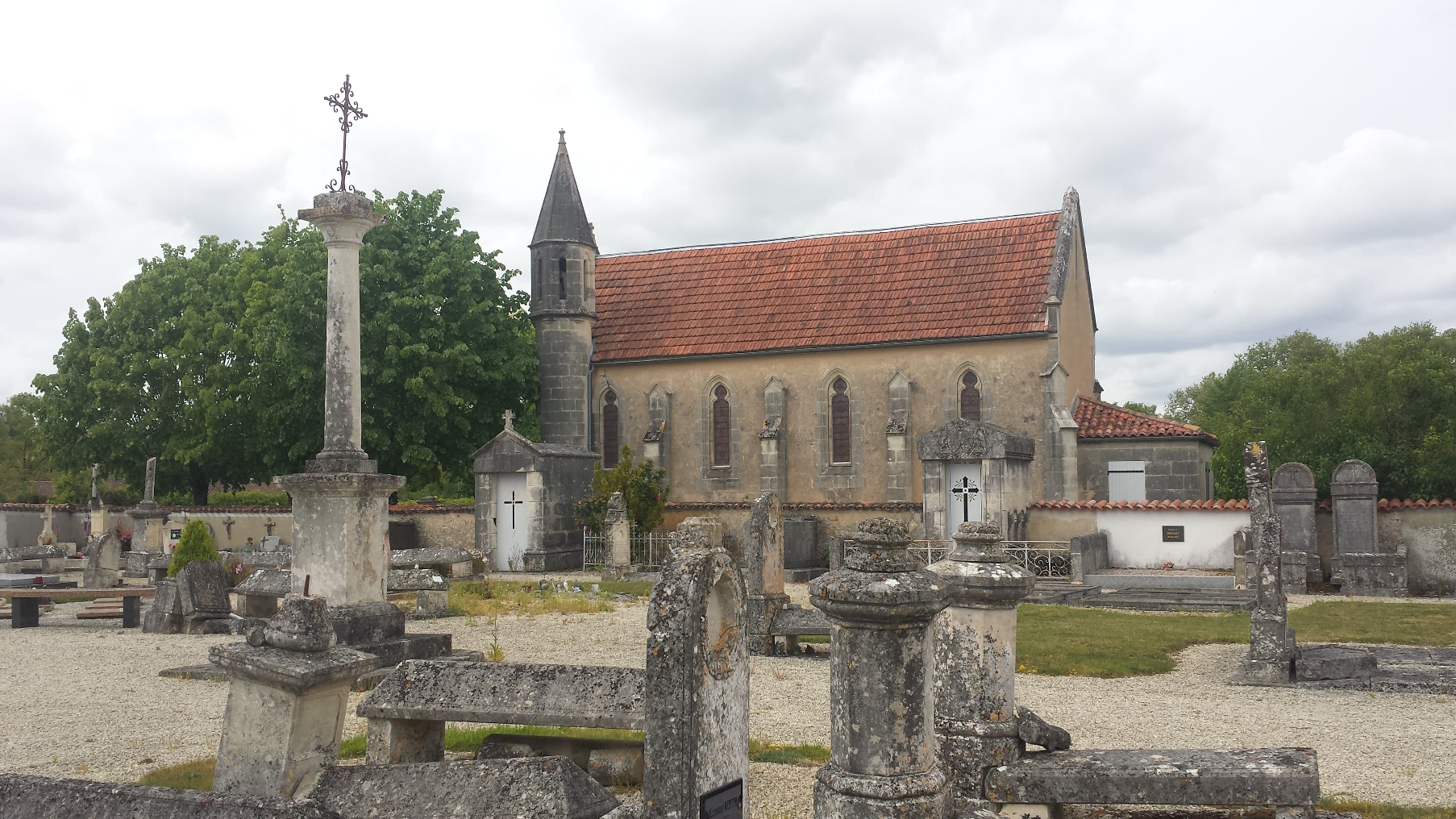
L'église Sainte-Catherine, vue du cimetière
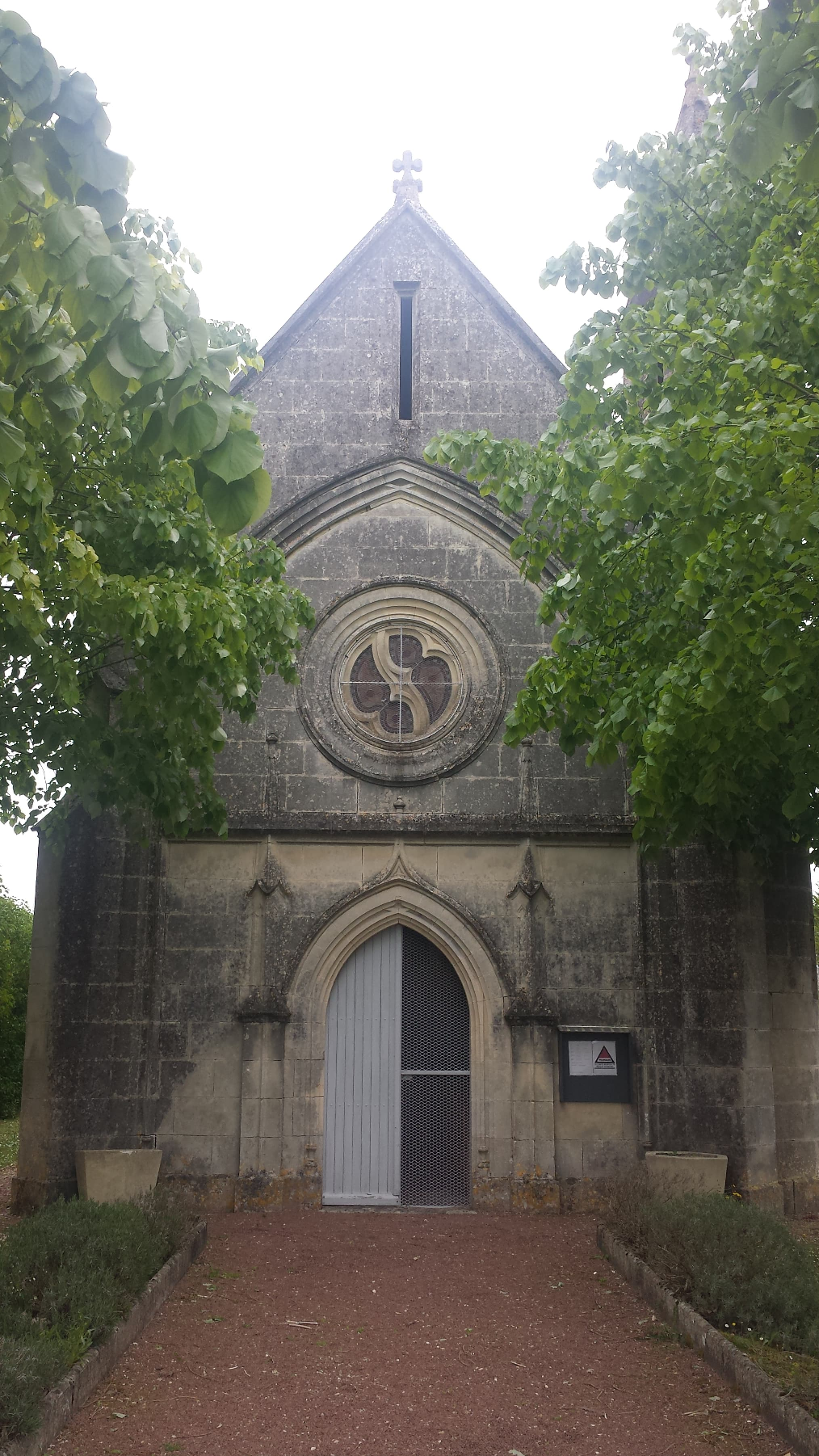
Façade de l'église Sainte-Catherine

- Lavoirs abrités en bordure du Padôme, un affluent de la Boutonne, l'un face au parc du château dans le bourg, l'autre au lieu-dit "Mottes des Églises" près du bourg des Églises-d'Argenteuil, construction du XIXe siècle.

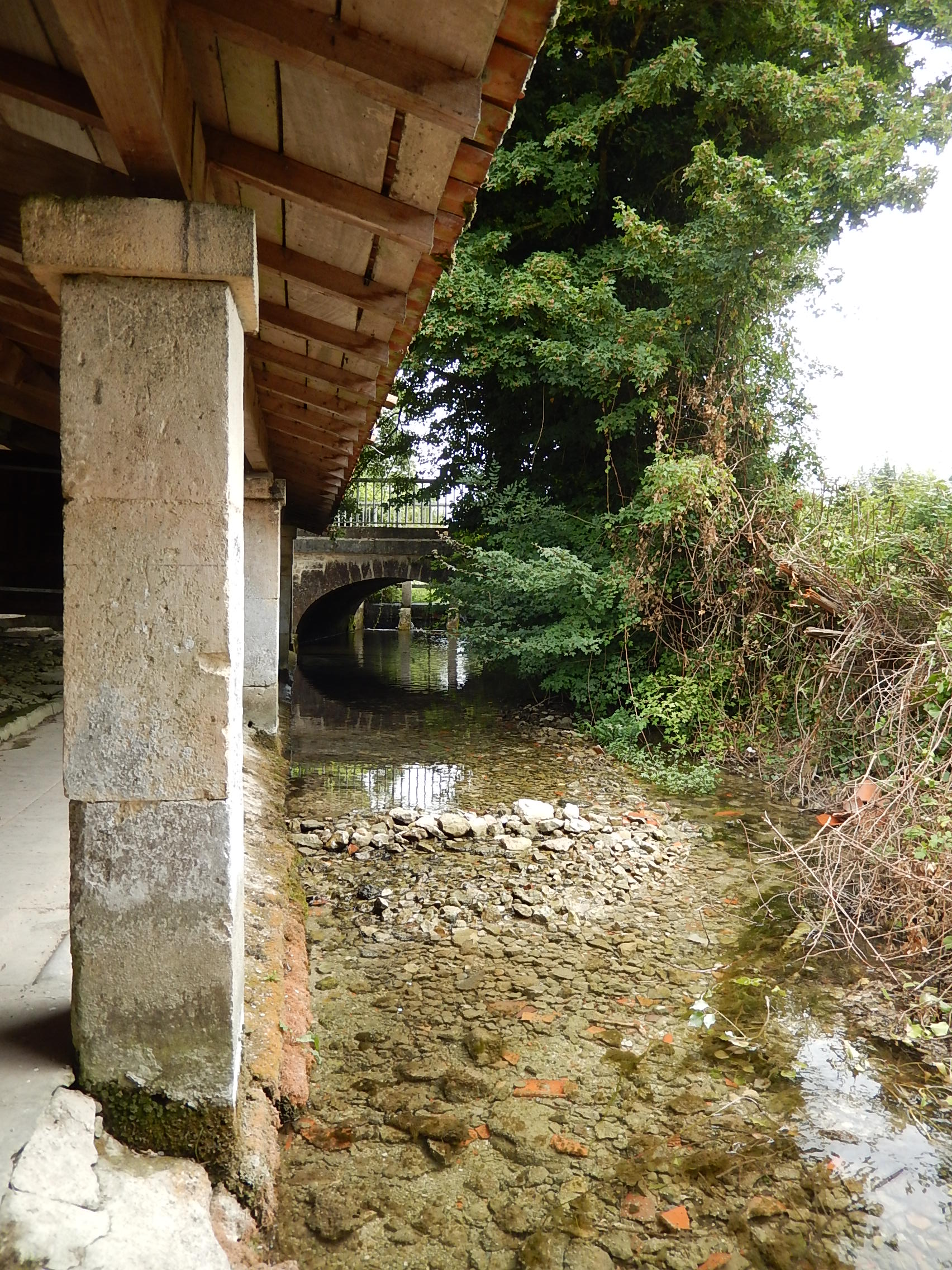
Le lavoir des Mottes des Églises, et le Padôme
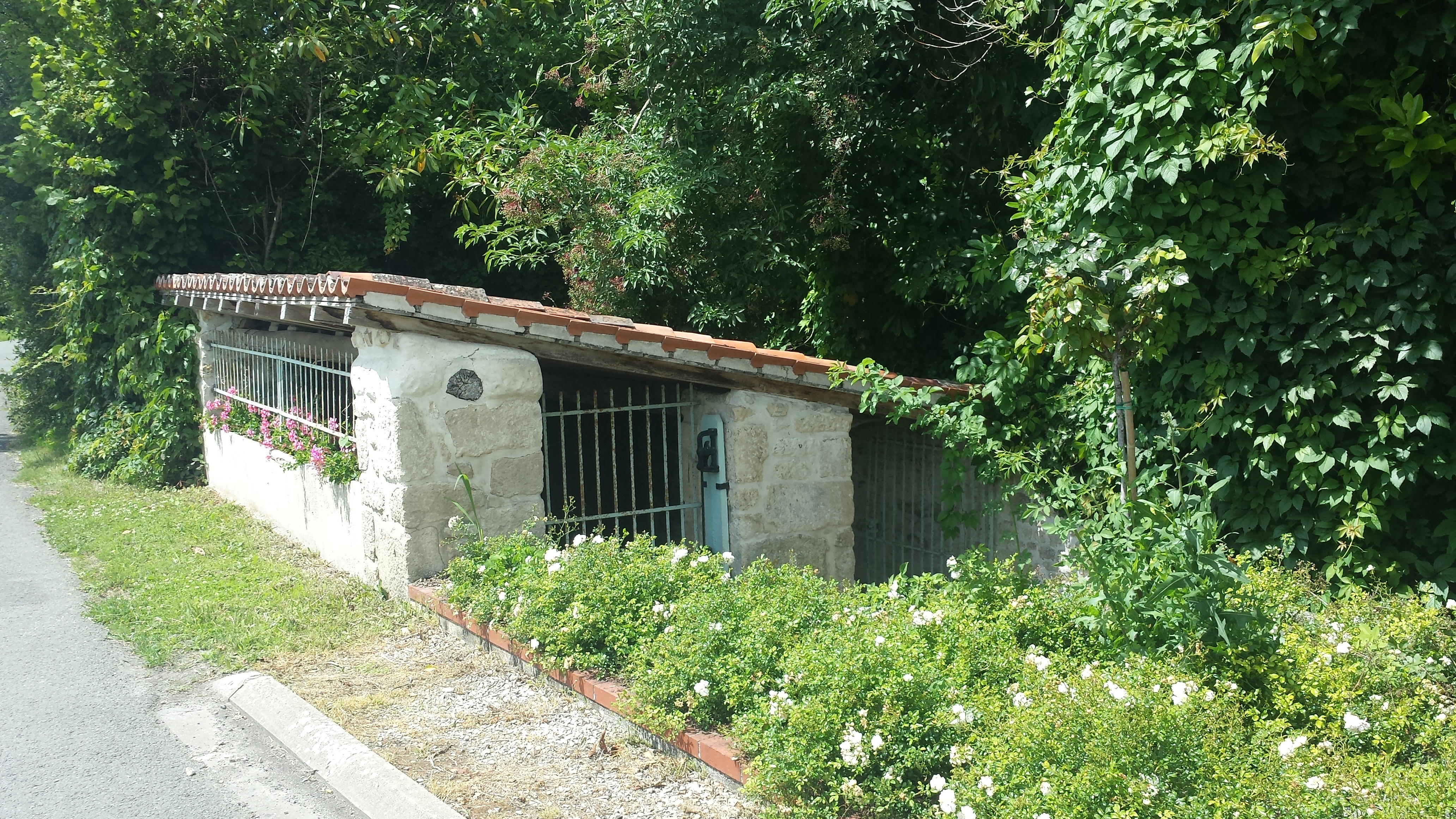
Le lavoir du bourg

- Ponts sur la Boutonne construits en 1850, établis sur les bras de la Boutonne.

## Culture et loisirs
Depuis 2003, le groupe de rock festif local Limeur TEutche coorganise chaque mois de mars avec l'amicale des jeunes de Vervant le Vervantesk Rock Show qui offre aux groupes débutants locaux la possibilité de partager la scène avec des groupes plus expérimentés.
Depuis 1973, un club sportif cycliste, Le Cyclo Club de Vervant, est présent dans la commune.

## Équipements et services

### Collecte des ordures ménagères
Une déchèterie gérée par la communauté de communes du canton de Saint-Jean-d'Angély se situe sur la commune voisine d'Antezant-la-Chapelle.